# Janet Kelso
Janet Kelso (sinh năm 1975) là một nhà sinh học tính toán người Nam Phi và trưởng nhóm của Nhóm Nghiên cứu Minerva về Tin sinh học tại Viện nhân chủng học tiến hóa Max Planck.

## Học vấn
Kelso có được bằng Cử nhân Khoa học từ Đại học Natal vào năm 1995, được nối tiếp bởi một tấm Bằng Danh dự và bằng Thạc sĩ Khoa học chuyên ngành sinh hóa y  từ Đại học Cape Town lần lượt vào năm 1997 và 2000. Bà nhận được bằng Tiến sĩ chuyên ngành tin sinh học vào năm 2003 từ Đại học Western Cape, hướng dẫn bởi Winston Hide.

## Nghiên cứu và sự nghiệp
Kelso đã tiến hành các nghiên cứu về so sánh bộ gen linh trưởng và đã có đóng góp vào các dự án bộ gen của Người Neanderthal, bonobo và đười ươi. Kể từ năm 2004, cô đã là nhóm trưởng của Nhóm Nghiên cứu Minerva về Tin sinh học tại Viện nhân chủng học tiến hóa Max Planck.
Kể từ năm 2013, cô đã là đồng Tổng biên tập của tờ tạp chí khoa học Bioinformatics.

## Giải thưởng và vinh danh
Kelso đã thắng Học bổng Giải thưởng dành cho Phụ nữ trong Khoa học L'Oréal-UNESCO vào năm 2004. Cùng với đồng tác giả của mình, cô đã được trao Giải thưởng Newcomb Cleveland Prize cho bài viết xuất sắc nhất trên tạp chí Science vào năm 2010: bài viết này đã công bố chuỗi phác thảo bộ gen của  người Neanderthal. Kelso giữ vị trí Phó Chủ tịch của Hiệp hội International Society for Computational Biology (ISCB) từ năm 2011 đến năm 2013 và vào năm 2016, cô được tái bầu cử một nhiệm kì kéo dài 3 năm nữa trên cương vị Phó chủ tịch, bắt đầu từ tháng 1 năm 2017. Cô cũng được bầu làm một ISCB Fellow bởi Hiệp hội Sinh học Máy tính Quốc tế vào năm 2016.